# Historisk-kritisk metode
Historisk-kritisk metode er betegnelsen for et sæt af metoder til undersøgelse af historiske tekster. Den historisk-kritiske metode er mest kendt inden for den bibelske eksegese (den bibelske tekstfortolkning), som er en del af teologien. Dens formål er at forstå og fortolke en (bibelsk) tekst i dens historiske sammenhæng. Den forsøger at rekonstruere tekstens forhistorie og tilblivelse. Den forsøger endvidere at rekonstruere den historiske situation, der var gældende, da teksten blev til.

## Oprindelsen
Oprindelsen til den historisk-kritiske metode er tæt forbundet med opkomsten af oplysningstidens videnskabelige rationalisme i 1700-tallet. Før den tid var teologernes og præsternes bibellæsning ikke bestemt af historiske overvejelser, men blev som hovedregel læst ukritisk som Guds autoritative ord. I 1600-tallet, den lutherske ortodoksis århundrede, opstod læren om verbalinspiration: Bibelen er en bog, hvor hvert kapitel, hver sætning og hvert ord er inspireret af Gud selv. Helligånden har dikteret de bibelske forfattere, hvad de skal skrive. Bibelen er ganske enkelt identisk med Guds åbenbaring. Ud fra en sådan holdning er kritisk bibellæsning en umulighed.
Men i oplysningstiden skete der et brud. Den videnskabelige rationalisme vandt frem. Nu skulle man ikke tro på noget, blot fordi autoriteterne eller traditionen sagde det. Troen skulle bygge på erfaring og fornuft. Man skulle for eksempel tilegne sig en viden om de historiske forhold på Bibelens tid for at forstå de bibelske tekster rigtigt.
Den første fremtrædende repræsentant for denne holdning var den tyske orientalist Hermann Samuel Reimarus (1694-1768). Han undersøgte Bibelen køligt og rationelt. Han inddrog historisk videnskab og naturvidenskab i sin argumentation, og han lod sig ikke påvirke af de kristne dogmer i sin læsning af Bibelen. Han opregner for eksempel ti selvmodsigelser i evangeliernes opstandelsesberetninger. De forskellige fortællinger om opstandelsen modsiger hinanden med hensyn til personer, tid, sted, måde, hensigt, taler og historier, påpegede han.
Reimarus` metode blev videreført af den tyske oplysningsfilosof Gotthold Ephraim Lessing (1729-1781). Han fremhævede, at de undere og opfyldte profetier, som Bibelen taler om, ikke kan opleves på første hånd i 1700-tallet, hvor han levede. De kan kun opleves på anden hånd, dvs. gennem beretninger (i Bibelen) om disse undere. Undernes sandhed er lige så pålidelige som alle andre historiske sandheder. En historisk sandhed er ikke fuldt ud pålidelig, men har altid en vis grad af upålidelighed - især historiske sandheder om begivenheder, der ligger langt tilbage i tiden. Den usikkerhed, der knytter sig til beretninger om historiske begivenheder, kalder han ”den modbydelige brede grøft, som jeg ikke kan komme over, så tit og alvorligt jeg end har forsøgt at springe over den.” (”der garstige breite Graben, über den ich nicht kommen kann, sooft und ernstlich ich auch den Sprung versucht habe.”)
Flere teologer har været involveret i dannelsen af den historisk-kritiske metode. Johann Salomo Semler (1725-1791), der var påvirket af oplysningstidens tanker, var en af de første. Han så Bibelens skrifter som vidnesbyrd fra bestemte tider og steder, fra bestemte historiske og kulturelle epoker. I 1771 udkom hans hovedværk Afhandling om fri undersøgelse af kanon. Ifølge ham var Det Nye Testamentes tekst bestemt af historiske omstændigheder. Den var ikke "faldet ned fra himlen". De nytestamentlige teksters historiske tilblivelsesvirkningsproces trådte for ham i forgrunden. Teksterne i Det Nye Testamente er først opstået flere årtier efter Jesus´ død. Deraf sluttede Semler, at ganske vist er Guds ord indeholdt i Det Nye Testamentes tekst, men teksten er ikke Guds Ord.
Semler afviste dermed princippet om verbalinspirationen. Bibelen er ikke ufejlbarlig. Tværtimod: Der kan være fejl, modsætninger og tilføjelser i bibelteksten. Man må analysere Bibelen kritisk og samtidig gøre sig klart, hvilke historiske forhold der herskede på Bibelens tid.

## Metoden
I protestantisk og katolsk teologi betragtes den historisk-kritiske metode i dag som en standardmetode i Bibelfortolkningen. Anvendelsen af den historisk-kritiske metode på Bibelen forudsætter, at bibelsk eksegese er "et stykke historisk videnskab"; dvs. at den bibelske tekst opfattes som en historisk formet tekst - ikke som en absolut sandhed. Den bibelske tekst skal altså analyseres efter de samme metoder som enhver anden historisk kilde skal analyseres efter.
Når man betragter skriftsteder i deres historiske sammenhæng, forstår man for eksempel, at den gammeltestamentlige regel "Øje for øje, tand for tand" ikke skal forstås som et bud om umådeholden hævn, men tværtimod som et bud om mådehold i forhold til en norm, der var almindelig på dette historiske tidspunkt, nemlig at man skal gengælde mangefold. Denne norm ses for eksempel i 1. Mosebog, 4,15: ”Hvis nogen slår Kain ihjel, skal det hævnes syv gange.”
Den historisk-kritiske metode er opmærksom på, hvordan Bibelens tekster er blevet til. For eksempel blev Jesus´ ord og gerninger først overleveret mundtligt, derefter nedfældet på skrift, og til sidst samlet og redigeret i større skrifter (evangelier). Denne proces forløb over flere årtier. Skrifterne blev derefter kopieret igen og igen over en periode på mange århundreder. Denne lange overleveringsproces indebar ikke kun utilsigtede stave- og oversættelsesfejl, men også bevidste ændringer (redaktioner) i teksterne. Den historisk-kritiske metode forsøger at rekonstruere denne udviklingshistorie for at finde ud af, hvordan originalteksten (f.eks. Matthæusevangeliet) oprindeligt var.
Det er ikke den historisk-kritiske metodes mål at skabe et nyt grundlag for en kristelig livsførelse gennem en ny fortolkning af Bibelen. Dens mål er blot at give fortolkningen af Bibelen et historisk korrekt grundlag.